# 브루노 구델
브루노 구델(크로아티아어: Bruno Gudelj, 1966년 5월 8일~)은 크로아티아의 핸드볼 선수, 지도자로 포지션은 센터백이다. 현역 시절 국제 대회에 크로아티아 국가대표로 활약하여 1996년에서 금메달을 획득했다.